# John Hussey

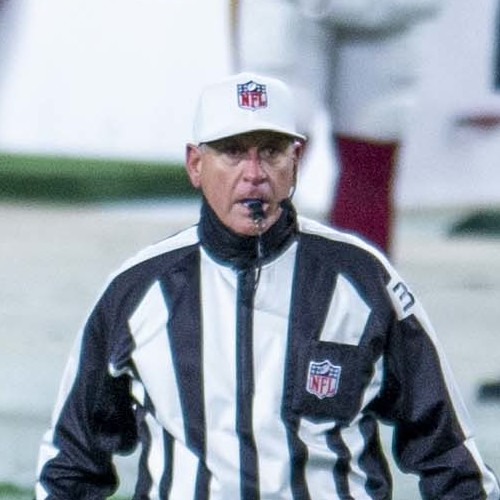
John Hussey (2020)

John Hussey (* 4. Februar 1964 in Huntington Beach, Kalifornien) ist ein US-amerikanischer Schiedsrichter im American Football, der seit dem Jahr 2002 in der NFL tätig ist. Er trägt die Uniform mit der Nummer 35.

## Karriere

### College Football
Vor dem Einstieg als professioneller Schiedsrichter arbeitete er im College Football in der Pac-10 Conference.

### Professionelle Footballligen
Im Anschluss war er in der NFL Europe tätig.

#### National Football League

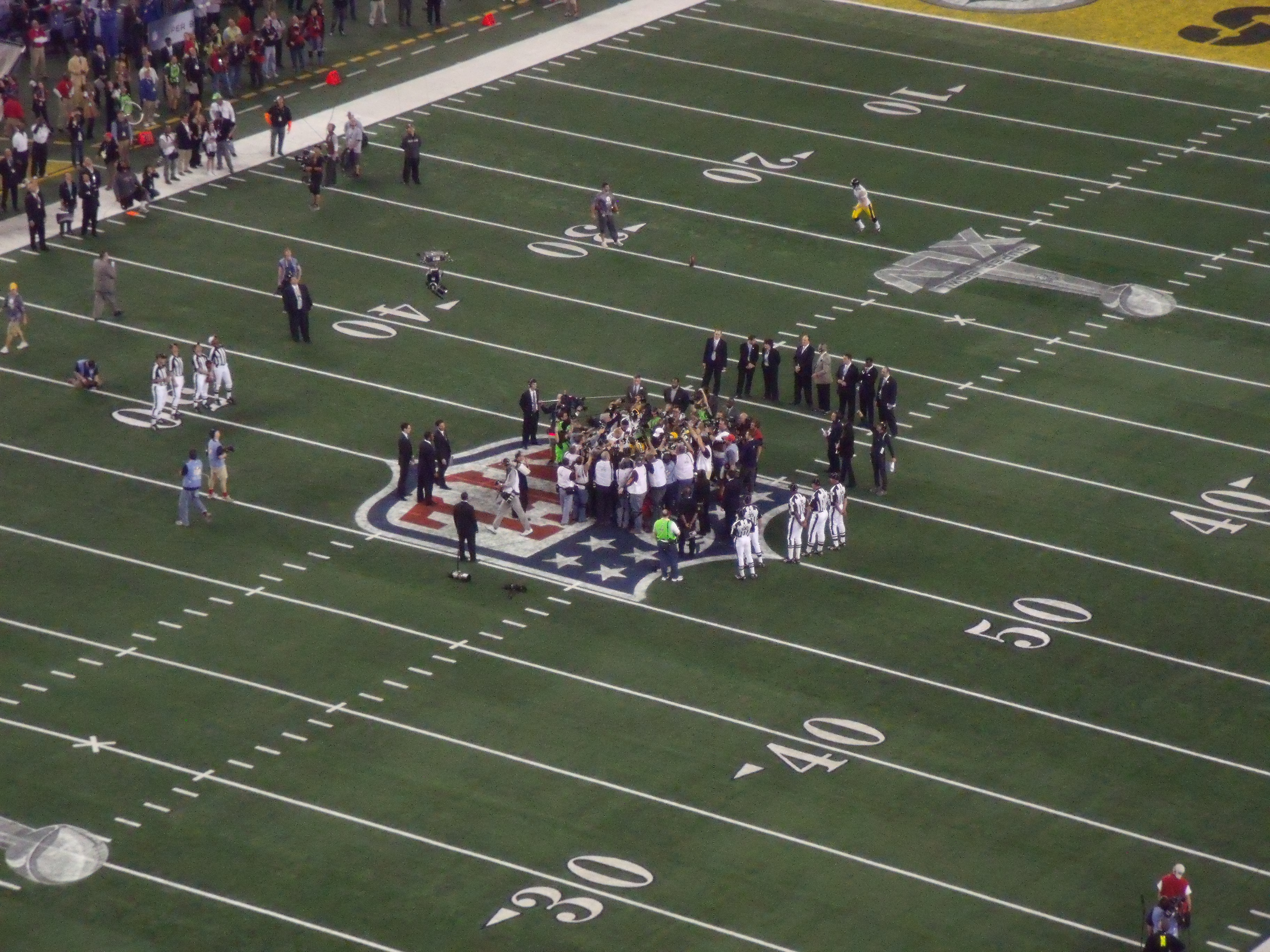
Schiedsrichtercrew im Super Bowl XLV

Hussey war Line Judge im Super Bowl XLV zwischen den Green Bay Packers und den Pittsburgh Steelers, im NFC Championship Game 2011 zwischen den San Francisco 49ers und die New York Giants und das AFC Championship Game 2013 zwischen den New England Patriots und den Denver Broncos. Zudem war er Line Judge im Pro Bowl 2015 unter der Leitung von Hauptschiedsrichter John Parry.
Hussey wurde zum Beginn der NFL-Saison 2015 auf den Schiedsrichterposten befördert, nachdem Schiedsrichter Bill Leavy in den Ruhestand ging.
Sein erstes NFL-Karrierespiel als Schiedsrichter war am 13. September 2015 in Tampa Bay, wo er die Begegnung der Tennessee Titans gegen die Tampa Bay Buccaneers leitete.

## Privates
Außerhalb der NFL ist Hussey Vertriebsmitarbeiter für einen Einzelhandelslogistikkonzern.